# Зубейда (фільм, 2001)
«Зубейда» (інша назва «Фатальне кохання», англ. Zubeidaa, гінді ज़ुबैदा, урду زبیدہ) — індійський кінофільм- мелодрама 2001 року режисера Ш'яма Бенегала. Фільм заснований на реальних подіях життя кіноакторки Зубейди Бегум (1926–1952), дружини махараджі Джодхпура. Сценарій фільму написав її син від першого шлюбу — кінокритик і сценарист Халід Мохамед.

## Сюжет
Дія фільму починається в Індії в 1952 році з похорону в мусульманській сім'ї. Маленький хлопчик Різзу просить няню розповісти про маму Зубейду, яку він ніколи не бачив, оскільки його виховала бабуся.
Дія фільму продовжується у 1980 році. Журналіст Ріаз Масуд (Різзу) розшукує відомості про свою матір Зубейду. З цією метою він зустрічається з людьми, які знали її, й намагається зрозуміти таємницю її життя та загибелі. Поступово Ріаз дізнається, що його дід, впливовий кінопродюсер Сулейман Сетх, був проти наміру своєї єдиної доньки стати акторкою і танцюристкою. Сулейман Сетх видав дочку проти її волі в шлюб із сином свого друга, який приїхав з Пакистану. Після народження сина Різзу Зубейда деякий час почувалася щасливою. Однак життя в шлюбі у Зубейди не склалося, а після сварки обох сімейств чоловік Зубейди зажадав розлучення і повернувся до Пакистану.
Незабаром після цього Роуз Девенпорт (Розі), коханка Сулеймана і подруга Зубейди, акторка і танцюристка, знайомить Зубейду з молодим правителем князівства Фатехпур — махараджів Віджейендром Сінгхом (Віктором). Зубейда і Віктор покохали одне одного, але, оскільки Віктор одружений, є батьком двох дітей і не планує розлучатися, Зубейда погоджується стати його другою дружиною. Батьки неохоче відпускають Зубейду в Фатехпур, але з умовою, що маленький Різзу залишиться з ними, щоб продовжити їх рід.
У Фатехпурі Зубейда деякий час щаслива з Віктором. Попри це, жінці важко змиритися із правилами палацу Фатехпура, життя в якому проходить в суворій відповідності з культурою, традиціями і звичаями раджпутів. Крім того, Зубейда побоюється сексуальних домагань брата Віктора — Удай Сінгха. Віктор багато часу приділяє державним справам і займається політикою, його перша дружина Мандіра Деві допомагає чоловікові в справах. У стосунках Зубейди і Віктора настає криза, Зубейда все частіше буває одна, відчуваючи незадоволеність своїм життям. Одного разу, коли Віктор та Мандіра Деві збираються летіти у справах в Делі, Зубейда несподівано для всіх приїжджає в аеропорт, відштовхує Мандіру Деві і сідає в літак з Віктором. Літак вибухає в повітрі, Зубейда і Віктор гинуть. Причини цієї авіакатастрофи залишилися нез'ясованими.
Фільм закінчується тим, що Ріаз Масуд з бабусею Файязі, проливає щасливі сльози, дивлячись єдиний збережений запис із танцем його матері Зубейди.

## У ролях
| Актор              | Роль                                                       |
| ------------------ | ---------------------------------------------------------- |
| Карішма Капур      | Зубейда                                                    |
| Манодж Баджпаі     | Виджейендра Сінгх (Віктор), махараджа Фатехпура            |
| Рекха              | махарані Мандіра Деві, перша дружина Віктора               |
| Раджит Капур       | Ріаз Масуд (Різзу), син Зубейди                            |
| Парзан Дастур      | Різзу (Ріаз Масуд), син Зубейди в дитинстві                |
| Амріш Пурі         | Сулейман Сетх, батько Зубейди                              |
| Сурекха Сікрі-Реге | Файязі, мати Зубейди                                       |
| Лілліт Дюбей       | Роуз Девенпорт (Розі), коханка Сулеймана і подруга Зубейди |
| Вінод Шерават      | Мехбуб Аллам, перший чоловік Зубейди                       |
| С. М. Захір        | Саджид Масуд, батько Мехбуба Аллама                        |
| Фаріда Джалал      | Маммо                                                      |
| Шакті Капур        | Хіралал, хореограф                                         |
| Рахул Сінгх        | Удай Сінгх, брат Віктора                                   |

## Знімальна група
- Режисер: Ш'ям Бенегал
- Продюсери: Радж Пій, Фарух Rattonsey
- Сценаристи: Джавед Сіддікі, Халід Мохамед
- Оператор: Раджан Котхарі
- Художники: Самір Чанда, Піа Бенегал (по костюмах)
- Монтажер: Асім Сінха
- Композитор: Алла Ракха Рахман
- Вірші пісень: Джавед Ахтар
- Пісні за кадром виконують: Лата Мангешкар, Кавіта Крішнамурті, Алка Ягнік, Удіт Нараян, Суквіндер Сінгх, Річа Шарма, хор

## Саундтрек
| № | Пісня                   | Виконавець (і)                      |
| - | ----------------------- | ----------------------------------- |
| 1 | «Dheeme Dheeme»         | Кавіта Крішнамурті                  |
| 2 | «Main Albeli»           | Кавіта Крішнамурті, Суквіндер Сінгх |
| 3 | «Mehndi Hai Rachnewali» | Алка Ягнік                          |
| 4 | «So Gaye Hain»          | Лата Мангешкар                      |
| 5 | «Hai Na»                | Алка Ягнік, Удіт Нараян             |
| 6 | «Pyaara Sa Gaon»        | лата Мангешкар                      |
| 7 | «So Gaye Hain»          | Лата Мангешкар, хор                 |
| 8 | «Chhodo More Baiyyan»   | Річа Шарма                          |

## Нагороди та номінації
- Національна кінопремія за найкращий фільм мовою гінді[en] — Ш'ям Бенегал[2]
- Премія Національної асоціації кінематографістів Індії — Карішма Капур
- Filmfare Award за найкращу жіночу роль за версією критиків — Карішма Капур[3]
- Номінація на Filmfare Award за найкращу жіночу роль — Карішма Капур